# Ото Каркліньш
Ото Янович Каркліньш (Карклінь) (21 квітня 1884, маєток волості Дурбес Гробінського повіту Курляндської губернії, тепер Латвія — 12 вересня 1942, Російська Федерація) — радянський діяч, перший голова Ісколату. Член ВЦВК.

## Біографія
Народився в родині садівника маєтку неподалік міста Дурбена (Дурбе) Курляндської губернії. Освіта неповна середня. З юнацьких років брав участь у соціал-демократичному марксистському русі. Вступив до соціал-демократичного гуртка в місті Лібаві, через деякий час очолив соціал-демократичну групу робітників Лібави.
Член Соціал-демократії Латвії з 1902 року. Мав псевдонімом «Дарзнієкс» («Садівник»).
У 1904 році емігрував до Швейцарії, поселився в місті Берні, де налагодив зв'язки з представниками соціал-демократичного руху і почав публікувати свої статті у місцевій періодиці під псевдонімом «Інтегралс». Перебуваючи у Берні, домовився про початок видання латиської соціал-демократичної газети «Sociāldemokrāts».
У 1905 році таємно повернувся до Російської імперії. Брав участь у революції 1905—1907 року в місті Ризі та Курляндській та Ліфляндській губерніях, організовував робітничі маніфестації та масові мітинги. Обирався членом Ризького комітету ЛСДРП, був також членом комітетів ЛСДРП Лібави та Мітави.
У 1908 році за активну участь у революційному русі був заарештований та засуджений до каторги. У 1916 році висланий до Сибіру, в Іркутську губернію.
Після Лютневої революції 1917 року — амністований, повернувся до Латвії, обраний членом Відземської ради безземельних депутатів та головою Відземської земельної ради. Потім переїхав до Риги, де став заступником голови Ризької ради робітничих депутатів, а згодом головою правління земської ради Ліфляндської губернії. 
На перших установчих зборах Ісколату 29—30 липня 1917 року обраний головою виконавчого комітету Ради робітничих, солдатських і безземельних депутатів Латвії (Ісколат). Незабаром після захоплення Риги військовими підрозділами німецької армії, Ісколат евакуювався до міста Валк, а потім до Валмієри, де в листопаді 1917 року відбулися перевибори керівного складу. Ото Каркліньш був обраний заступником голови виконавчого комітету Ради робітничих, солдатських і безземельних депутатів Латвії (Ісколат). 
Після вимушеної втечі Ісколату з Латвії в 1918 році став членом російського бюро Центрального комітету ЛСДРП. 
З 1918 року — голова військово-революційного трибуналу в Москві.
З січня до травня 1919 року — заступник голови радянського уряду Латвійської СРР та голова комітету праці, потім комісар продовольства та фінансів радянської Латвії. Після захоплення Риги армійськими формуваннями ландверу 22 травня 1919 року виїхав до Туркестану, де став членом Революційної військової ради Туркестанського фронту.
У червні — липні 1920 року — голова Південного бюро Всеросійської профспілки робітників і службовців залізничного транспорт (Цекпрофсожу) в місті Харкові. Південне бюро об'єднувало Харківський, Катеринославський, Київський та Одеський райпрофсожі.
У 1922 році входив до Колегії Народного комісаріату національностей РСФРР. З 1923 до 1924 року працював у Туркестані.
У 1925—1929 роках — уповноважений Народного комісаріату закордонних справ СРСР у місті Тифлісі (Тбілісі) Грузинської СРР.
У 1931—1932 роках — директор зооветеринарного інституту в місті Омську, член Західно-Сибірського крайового комітету ВКП(б), член бюро Омського міського комітету ВКП(б).
З 1932 року — заступник голови Ради народних комісарів Кримської АРСР.
У 1937 році — керуючий першої дільниці радгоспу «Хан-Елі» Кримської АРСР.
4 січня 1938 року заарештований органами НКВС Кримської АРСР. Засуджений Військовим трибуналом Чорноморського флоту 17 жовтня 1939 року до 10 років ув'язнення у виправно-трудових таборах. Помер у в'язниці, за деякими даними, 12 вересня 1942 року.
11 серпня 1956 року посмертно реабілітований Верховним судом СРСР.